# Hafnia-Hallen
Club Danmark Hallen er en idrætshal i Valby. 
Hallen, som er Danmarks største, er 78 meter bred og 177 meter lang. Tagkonstruktionen er lavet af store limtræsbuer med et spænd på 80 meter med højeste punkt på 16 meter. Hallen bruges primært til fodbold, atletik, landhockey og koncerter. 
Hallen ligger ved siden af Valby Hallen og Valby Idrætspark, få hundrede meter fra den nu nedlagte Ellebjerg Station.
Juleaftensdag 2010 styrtede taget sammen på Club Danmark Hallen. Der vil der blive iværksat en undersøgelse af, hvorfor hallen styrtede sammen, om hvilke konstruktionsmæssige konsekvenser, der er af sammenstyrtningen, og hvad der skal ske fremover.
Den genåbnede i 2017 med navnet Hafnia-Hallen 

## Idræt

### Fodbold
Hallen har en fodboldbane i fuld størrelse med kunstgræs, hvor fodboldklubber lejer sig ind om vinteren.

### Atletik
Udenfor kunstgræsbanen ligger en 400 meter lang løbebane til atletik, og i hallens endebuer er der faciliteter til de tekniske atletikdiscipliner. Der er bl.a. mulighed for stangspring, længdespring, højdespring og kuglestød.

### Landhockey
På kunstgræset findes også en landhockeybane, hvor Københavns Hockeyklub spiller.

## Koncerter
Hallen er hjemsted for de største indendørskoncerter i Danmark og blev indviet 11. september 1998 hvor 14.000 tilskuere så Depeche Mode. Blandt de navne, der har givet koncert i hallen kan i øvrigt nævnes Smashing Pumpkins, Ace of Base, Oasis, Radiohead og Pet Shop Boys.